# Demonax tener
Demonax tener là một loài bọ cánh cứng trong họ Cerambycidae.